# Linvoy Primus
Linvoy Primus (Londra, 14 settembre 1973) è un ex calciatore inglese, di ruolo difensore.

## Palmarès

### Club

#### Competizioni nazionali
- Campionato inglese di seconda divisione: 1

Portsmouth: 2002-2003